# 阿肯 (哈薩克)
阿肯是哈薩克與吉爾吉斯的民间歌手與即興詩人。他們與唱史詩的人不同，他們喜歡用冬不拉伴奏。
考慮到前蘇聯時代的中亞大多數農村文盲人口和游牧的生活方式，阿肯對表達人們的思想和感情，揭露社會醜惡現象，頌揚英雄起到重要作用。